# Merel van Slobbe
Merel van Slobbe (Leiden, 1992) is een Nederlands dichteres.

## Algemeen
Van Slobbe studeerde korte tijd aan de Schrijversvakschool Amsterdam. Vervolgens studeerde ze filosofie aan de Radboud Universiteit Nijmegen. Ze schrijft bij De Nieuwe Oost en is lid van het dichterscollectief DichterBij. Ze publiceerde in De Gids en De Revisor. Haar debuutbundel verschijnt in 2023 bij De Arbeiderspers. In deze bundel verkent Van Slobbe intimiteit in het tijdperk van internet, popcultuur, metropolissen en virtual reality.

## Campusdichter Radboud Universiteit 2016
Merel van Slobbe werd in 2016 gekozen tot campusdichter van de Radboud Universiteit, met het gedicht Hete Thee.

## Prijzen
- In 2017 werd aan Merel van Slobbe de tweede prijs van de Turing Gedichtenwedstrijd 2017 toegekend.[2] De 100 beste gedichten, waaronder dat van Merel van Slobbe zijn gepubliceerd in de bundel Goudlicht en avondschijn.
- In 2017 won Merel van Slobbe de Meander Dichtersprijs.[6]